# Зальцбургский собор

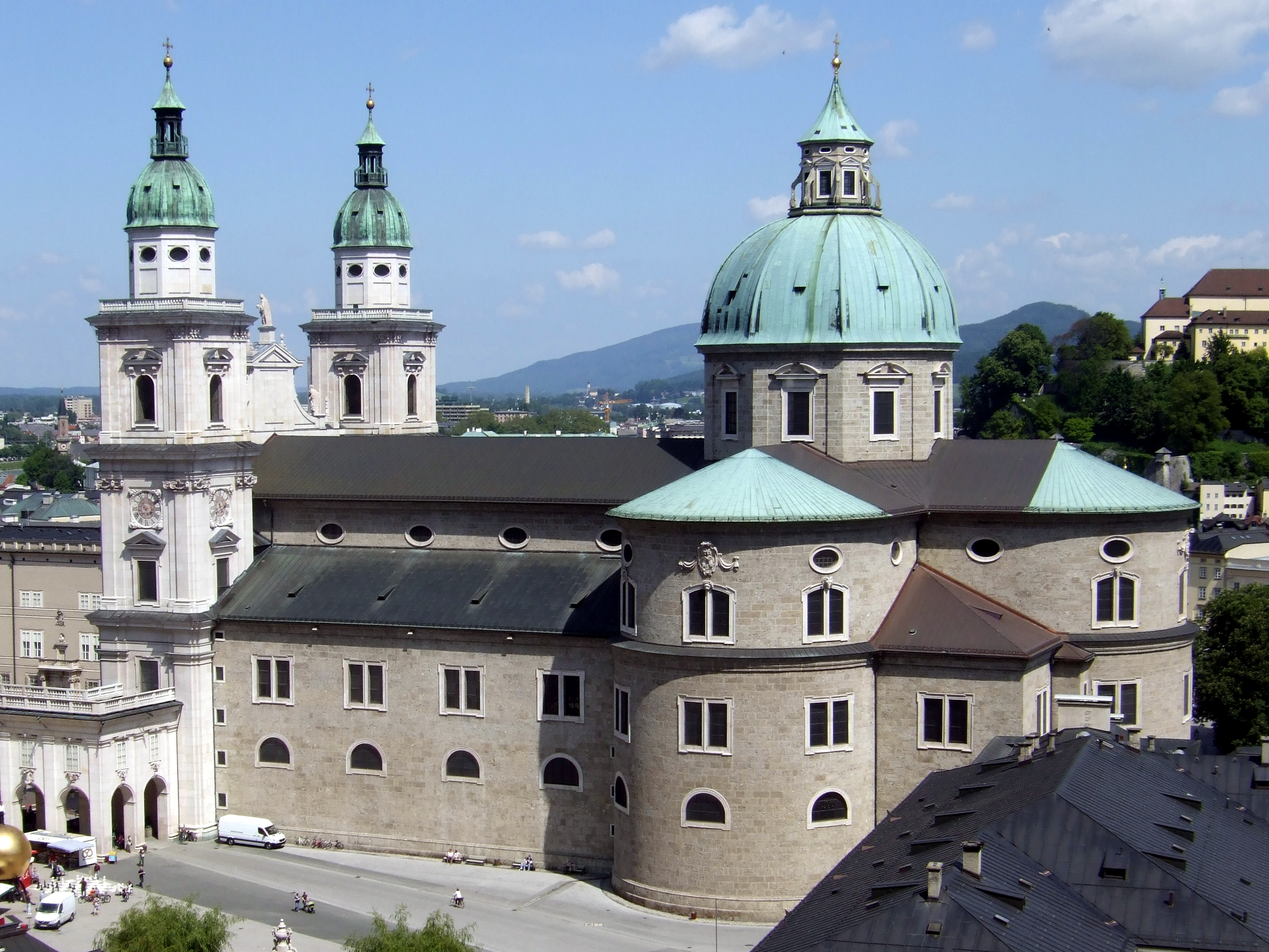

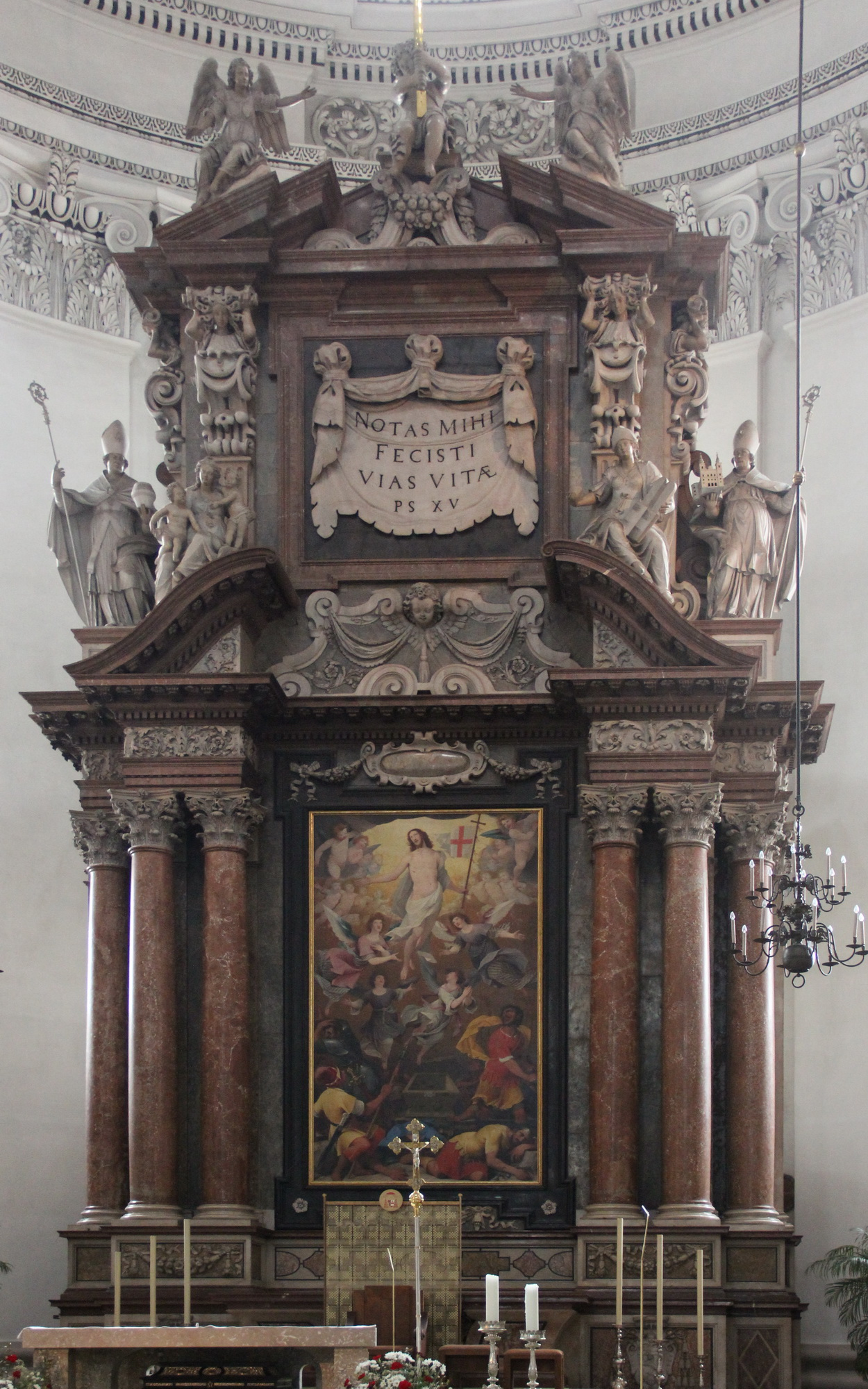

Собор святых Руперта и Виргилия (нем. Salzburger Dom) — кафедральный собор архиепархии Зальцбурга Римско-католической церкви. Расположен в историческом центре австрийского города Зальцбург.

## Общие сведения
Собор посвящён святым Руперту и Виргилию Зальцбургским. Здание находится в историческом центре Зальцбурга, в его северной части, близ Зальцаха. Нынешнее строение выполнено в стиле барокко и имеет длину в 101 метр при ширине в 45 метров. Высота основного здания — 32 метра, высота купола — 79 метров, высота башен — 81 метр. Собор имеет 11 алтарей, 5 органов и множество колоколов, старейшие из которых были отлиты в XVI—XVII столетиях. Главный орган, относившися к 1703 году, был заменён в 1988 году на новый инструмент, произведённый в Швейцарии. Собор располагает 900 сидячими местами, всего же в нём одновременно могут находиться до 10 тысяч человек.

## История
В 774 году, 25 сентября епископом Виргилием Зальцбургским на месте нынешнего был освящён первый христианский храм, построенный в романском стиле. В ночь с 4 на 5 апреля 1167 года Зальцбург — и собор вместе с ним — был сожжён графом фон Плайн по приказу императора Фридриха Барбароссы за то, что зальцбургский архиепископ Конрад II фон Бабенберг отказался признавать выдвинутого Фридрихом антипапу Пасхалия III.
Собор был заново отстроен при архиепископе Конраде III Виттельсбахе, но в 1312 году сгорел. При последнем пожаре огонь был столь силён, что расплавились церковные колокола. После четвёртого пожара 1598 года по указанию архиепископа Вольфдитриха фон Райтенау старое здание вместе с 55 другими повреждёнными домами было снесено, и на их месте по проекту Винченцо Скамоцци в 1614 году было заложено строение нового собора, освящённое в сентябре 1628 года. Этот праздник освящёния, по мнению некоторых историков, являлся самым пышным празднованием за всю историю существования Зальцбурга. Новый пожар последовал во время реставрационных работ в 1859 году.
16 октября 1944 года Зальцбургский собор был повреждён при бомбардировке города американской авиацией. При этом рухнул купол здания. Восстановительные работы были в целом закончены к 1959 году.

## Известные люди, связанные с собором
- В соборе был крещён Вольфганг Амадей Моцарт.
- В соборе служил итальянский композитор эпохи позднего ренессанса — раннего барокко Стефано Бернарди.
- Активное участие в строительстве собора принимал архиепископ Зальцбургский Парис фон Лодрон.